# 77
El año 77 (LXXVII) fue un año común comenzado en miércoles del calendario juliano, en vigor en aquella fecha.
En el Imperio romano, era conocido como el Año del sexto consulado de Vespasiano y Tito (o menos frecuentemente, año 830 Ab urbe condita). La denominación 77 para este año ha sido usado desde principios del período medieval, cuando el Anno Domini se convirtió en el método prevalente en Europa para nombrar a los años.

## Acontecimientos
- En el Imperio romano, el emperador Vespasiano y su hijo Tito ejercen juntos el consulado por sexta vez (también en 70, 72, 74, 75 y 76), siendo el octavo consulado del emperador y el sexto de su hijo.
- El enciclopedista romano Plinio el Viejo publica el primero de sus diez libros sobre la Historia natural (37 volúmenes), obra que abarca prácticamente todas las áreas del saber (astronomía, geografía, anatomía, biología, horticultura, medicina, bellas artes, etc.).[1]
- n Chipre se registra un terremoto, que arrasa tres ciudades. (Quizá sucedió el año siguiente).[2]